# ان‌جی‌سی ۷۳
ان‌جی‌سی ۷۳ (به انگلیسی: NGC 73) یک کهکشان مارپیچی با قدر ظاهری ۱۳ است که در صورت فلکی نهنگ قرار دارد.
با چشم غیر مسلح قابل دیدن نیست.